# Istromletački
Istromletački govori odnosno istrovenetski govori su govori talijanskog na istarskom poluotoku. Javljaju se i u Hrvatskoj i u Sloveniji, a miljski idiom u Italiji se proučava izvan istarskih jezičnih zakonitosti pa se ovaj naziv i ne rabi obično za talijanski govor Milja i okolice. U osnovnim su crtama istromletački govori u mletačkom dijalektalnom dijasustavu. U uporabi u Rijeci i na kvarnerskim otocima ondje gdje se javljaju talijanski govori iste su vrste. Od svih istromanskih idioma je najrašireniji. Nije autohton i nisu održive teze o autohtonosti. Povijest mu počinje s dolaskom i širenjem mletačke vlasti po Istri. Širenje je išlo na štetu slavenskih ali i romanskih jezika. Postupno je istisnuo predmletačke romanske govore (istriotski). U urbanim je sredinama prevladao. Učvršćenju je pridonijelo Mletačka Republika, kad je ovladavala većim dijelom Istre poslije 1420. godine. S ostalim mletačkim govorima istromletački dijeli zajednički osnovni leksik i jezični ustroj. Od ostalih se razlikuje po leksičkim ostatcima predmletačke istarske romanštine (ali ih nema mnogo) i po hrvatskim i slovenskim jezičnim elementima. Slavenski su govori bolje konzervirali autohtonu, predmletačku romansku baštinu. Ipak ti malobrojni ostatci u istromletačkom bitni su radi istraživanja predmletačkih romanskih govora u Istri, jer tim govorima nisu očuvani pisani tragovi. Kvarenju i istiskivanju istromletačkog pridonio je školski sustav, to jest talijanski standardni jezik u školama. Istromletački je danas očuvan među dvojezičnim Istranima, većinom starije dobi, 30-ak tisuća osoba, koji se uz materinski služe istromletačkim. Izvornih govornika istromletačkog u Istri danas je od 25 do 30 tisuća.
Iz uzajamnog prožimanja prvotnih istarskih romanskih govora i mletačkog (venecijanskog, venetskog) dijalekta nastali su govori koje danas nazivamo istrovenetskima ili istromletačkima. Jezična venetizacija Istre bila je u trima fazama. Početna faza obuhvaća stoljeća od 10. do 15. Mletački je bio jezik uprave, vlast se protezala istarskom obalom i logično je pretpostaviti da je benecijanski / venetski bio do konca te faze ograničen na točno određene društvene situacije i komunikacijske funkcije. Stanovnicu su se u gradovima nastojali i jezikom približiti mletačkom gospodaru. Drugo faza potrajala je do do prve polovice 19. stoljeća. Karakterizira ga učvršćivanje venecijanskog / venetskog kao istarskog koinea. Zamijenio je govore furlanskog tipa, odnosno tršćanski venetski dokraja je zamijenio tergestinski, furlanskog tipa. Završetak tog procesa poklapa se s prestankom mletačke vlasti 1800-ih. Mletci kao grad i država oslabili su političko-gospodarskom snagom i utjecajem, a Trst je doživio uspon kao slobodna luka te je preuzeo ulogu Mletaka. Zato se bez većih poteškoća među romanskim stanovništvom proširio tršćanski jezični model te se stvorio preduvjet da tršćanski u 19. stoljeću bude okosnicom istromletačkog koinea u Istri. Treće razdoblje jezične obilježio je doticaj tršćanskog i postojećih istromletačkih te hrvatskih i slovenskih govora u Istri. Gospodarska ekspanzija tog vremena stvorila je veliki protok roba, ljudi i informacija po Istri a uvelike je komunikacija bila dijalektalna. Tako se na zapadu Istre obnovio dobar dio negdašnjeg romanskog jezičnog kontinuuma. Zbog dvojezičnosti izvornih govornika hrvatskog i slovenskog postupno se povećao broj govornika istromletačkog, jer su u svojim govorima prihvatili velik broj mletačkih posuđenica.
U Bujama se od 2012. godine održava Festival istrovenetskog narječja (Festival dell'Istroveneto), međunarodna kulturna manifestacija posvećena zaštiti, vrednovanju i promicanju istrovenetskog narječja.

## Vanjske poveznice
- Grad Buje Festival dell'Istroveneto